# گیونگجو
گیونگجو،سورابُل یا گوم‌سونگ (به کره‌ای: 경주시) یکی از شهرهای کرهٔ جنوبی در جنوب شرق استان گیونگسانگ شمالی است. این شهر با ۱٬۳۲۴ کیلومتر مربع مساحت، دومین شهر بزرگ استان پس از آندونگ به‌شمار می‌رود.
گیونگجو یکی از شهرهای تاریخی کره جنوبی و پایتخت باستانی پادشاهی شیلا است. مقبره‌های تپه‌ای‌شکل چندین تن از پادشاهان و اشراف شیلا در اطراف این شهر پراکنده‌اند.این شهر حدود ده قرن پایتخت شیلا بود.
بسیاری از مکان‌های تاریخی مهم به گیونگجو کمک کرده‌اند تا به یکی از محبوب‌ترین مقاصد گردشگری در کره جنوبی تبدیل شود.
گیونگجو، علاوه بر میراث تاریخی غنی خود تحت تأثیر روندهای اقتصادی، جمعیتی و اجتماعی است که فرهنگ مدرن کره جنوبی را شکل داده است.
گردشگری همچنان محرک اصلی اقتصادی است اما فعالیت‌های تولیدی به دلیل نزدیکی آن به مراکز صنعتی بزرگ مانند اولسان و پوهانگ توسعه یافته است.
گیونگجو به شبکه راه‌آهن و بزرگراه سراسری متصل است که ترافیک توریستی را تسهیل می‌کند.

## تاریخچه
گیونگجو در زمان باستان پایتخت امپراتوری شیلا، یکی از مهم‌ترین سلسله‌های کره ای بود که نام اصلی اش سورابل بود.
سورابل یا همان گیونگجو برای اولین بار به عنوان سارگوک در دوره سم هان در اوایل دوره مشترک وارد رکوردهای غیر کره ای شد.
بر اساس تواریخ سلسله شیلا نشان می‌دهد که سارو گوک در سال ۵۷ قبل از میلاد زمانی که شش روستای کوچک در ناحیه گیونگجو تحت رهبری پادشاه هیوک گئسو شدند، تأسیس شد و به مرور زمان بعدها نام ساروگوک یا سارو به شیلا تغییر یافت.
گیونگجو به مرکز زندگی سیاسی و فرهنگی در شبه جزیره کره تبدیل شد.
شهر سورابل فقط پایتخت یک سلسله یعنی شیلا از سال ۵۷ قبل از میلاد مسیح تا سال ۹۳۵ میلادی به مدت ۹۹۲ سال پایتخت شیلا بود.
طبق اسناد در پایتخت شیلا ۳۰ خانه با روکش طلا وجود داشت.
سیستم زهکشی نیز عالی بود، همچنین در آن زمان راه‌های سیلا به پیاده‌رو و کالسکه تقسیم می‌شد.
کل شهر سورابل به صورت شطرنجی چیده شده بود.
پایتخت شیلا زمانی که در اوج خود بود چهارمین شهر بزرگ جهان به‌شمار می‌رفت.
همچنین در قرن نهم میلادی این شهر به یکی از شهری‌های تجارتی بزرگ جهان تبدیل شد.
در قرن هشتم بزرگ‌ترین شهرهای جهان قسطنطنیه، چانگان، بغداد و سورابل بودند.
در سال ۹۳۵ میلادی، زمانی که امپراتوری شیلا از بین رفت، تائجو اولین پادشاه گوریو نام سورابل را به گیونگجو تغییر داد.

## دولت
قوه مجریه دولت توسط شهردار و معاون شهردار اداره می‌شود.
مانند سایر شهرها و شهرستان‌های کره جنوبی، شهردار مستقیماً انتخاب می‌شود.
شهردار شهر گیونگجو آقای جو ناک یانگ است. او هم‌اکنون در حال اداره شهر است.
اداره مرکزی از یک کمیته شورای شهر، پنج بخش، دو ارگان فرعی، یک اتاق (حسابرس) و شش دفتر تجاری تشکیل شده است.
این پنج بخش عبارتند از: بخش‌های برنامه‌ریزی و فرهنگ، صنعت و محیط زیست، ساخت و سازوکارهای عمومی. این‌ها در مجموع بر ۲۹ زیر مجموعه نظارت دارند. دو ارگان فرعی مرکز مراقب‌های بهداشتی و مرکز کشاورزی و فناوری هستند.
اینها مستقیماً به اداره مرکزی تعلق دارند و در مجموع دارای ۴ زیر مجموعه هستند. علاوه بر این ۲۳ زیر مجموعه اداری محلی وجود دارد

## جمعیت‌شناسی
زمانی که پادشاهی شیلا به اوج توسعه خود رسید تخمین زده شد که سورابل (گیونگجو) دارای یک میلیون نفر بود که چهار برابر جمعیت امروزی گیونگجو است.
گیونگجو شاهد کاهش سن جمعیت و کوچک شدن تعداد خانواده‌ها بوده است.
متأسفانه از سال ۲۰۰۲ تا ۲۰۰۸ این شهر ۱۶۵۵۷ نفر را از دست داد.
در همان دوره تولدها تقریباً ۴۵۰ نفر در سال بیشتر از مرگ و میرها بود که عدد قابل توجهی است اما برای جبران خسارات ناشی از مهاجرت کافی نیست.
گیونگجو دارای جمعیت کوچک اما رو به رشد غیر کره ای است. در سال ۲۰۰۷ حدود ۴ هزار نفر در گیونگجو زندگی می‌کردند. این رقم معادل معادل ۱٫۷۳ درصد از کل جمعیت است که بیش از دو برابر رقم سال ۲۰۰۳ اسن.
این رشد عمدتاً در مهاجران سایر کشورهای آسیایی بوده است که بسیاری از آنها در صنعت قطعات خودرو شاغل هستند.
کشورهای مبدأ که تعداد آن‌ها افزایش یافته است عبارتند از: فیلیپین، چین، تایوان، اندونزی و ویتنام.

## فرهنگ
زنگ الهی پادشاه سئونگ دئوک در گیونگجو مقصد اصلی در کره جنوبی برای بازدید کنندگان علاقه‌مند به میراث فرهنگی شیلا و معماری چوسان است.
گیونگجو دارای ۳۱ گنجینه ملی است و موزه ملی گیونگجو دارای ۱۶٬۳۳۳ اثر باستانی است.
چهار دسته کلی از آثار و مکان‌های تاریخی وجود دارد. ۱ تومول‌ها و مصنوعات آنها .۲ مکان‌ها و اشیاء بودایی .۳ قلعه‌ها و کاخ‌ها، و معماری‌های باستانی.
در گیونگجو مقبره‌های باستانی بسیار زیادی وجود دارد که همگی متعلق به فرمانروایان و شاهزادگان شیلا است.
در چندین مقبره باستان شناسان تاج‌های زیبا از جنس طلا و چندین گوشواره و کمربند طلایی پیدا کردند که متعلق به حاکمان شیلا بود.
گیونگجو در زمان حکومت شیلا شهری ثروتمند بود و مقدار زیادی طلا، شهرهای بزرگ و باشکوه و مردمانی سخت کوش وجود داشت که فرهنگ آن همانند ایران باستان بود.
به همین دلیل امروزه طلاها فراوانی در گیونگجو پیدا شده است.
غذاها
غذاهای گیونگجو به‌طور کلی شبیه به سایر مناطق استان گیونگسانگ است، تند و شور.
با این حال با توجه به منطقه و چندین تخصص محلی که در سراسر کشور شناخته شده‌اند طعم‌های متمایزی دارد.
معروف‌ترین آنها نان گیونگجو یا (نان هوانگنام) است، یک شیرینی با لوبیا قرمز که اولین بار در سال ۱۹۳۹ پخته شد و اکنون در کل کشور فروخته می‌شود.
مجموعه ای از حدود ده مخلفات کوچک، خورشت کشک، باقلا و سبزیجات برگ دار، مخلفات کوچک و چاشنی‌های مختلف سرو می‌شود.

## نگارخانه

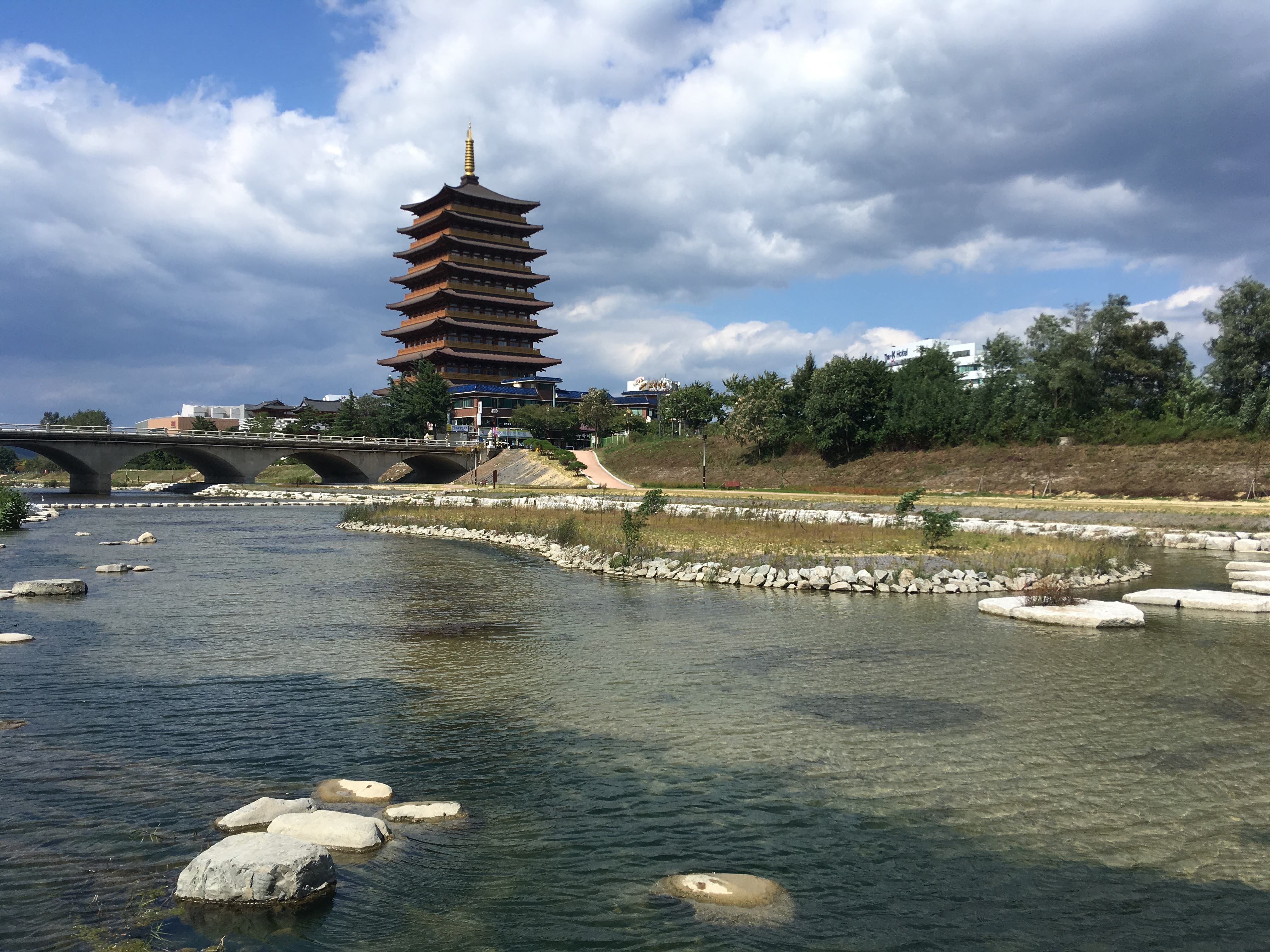
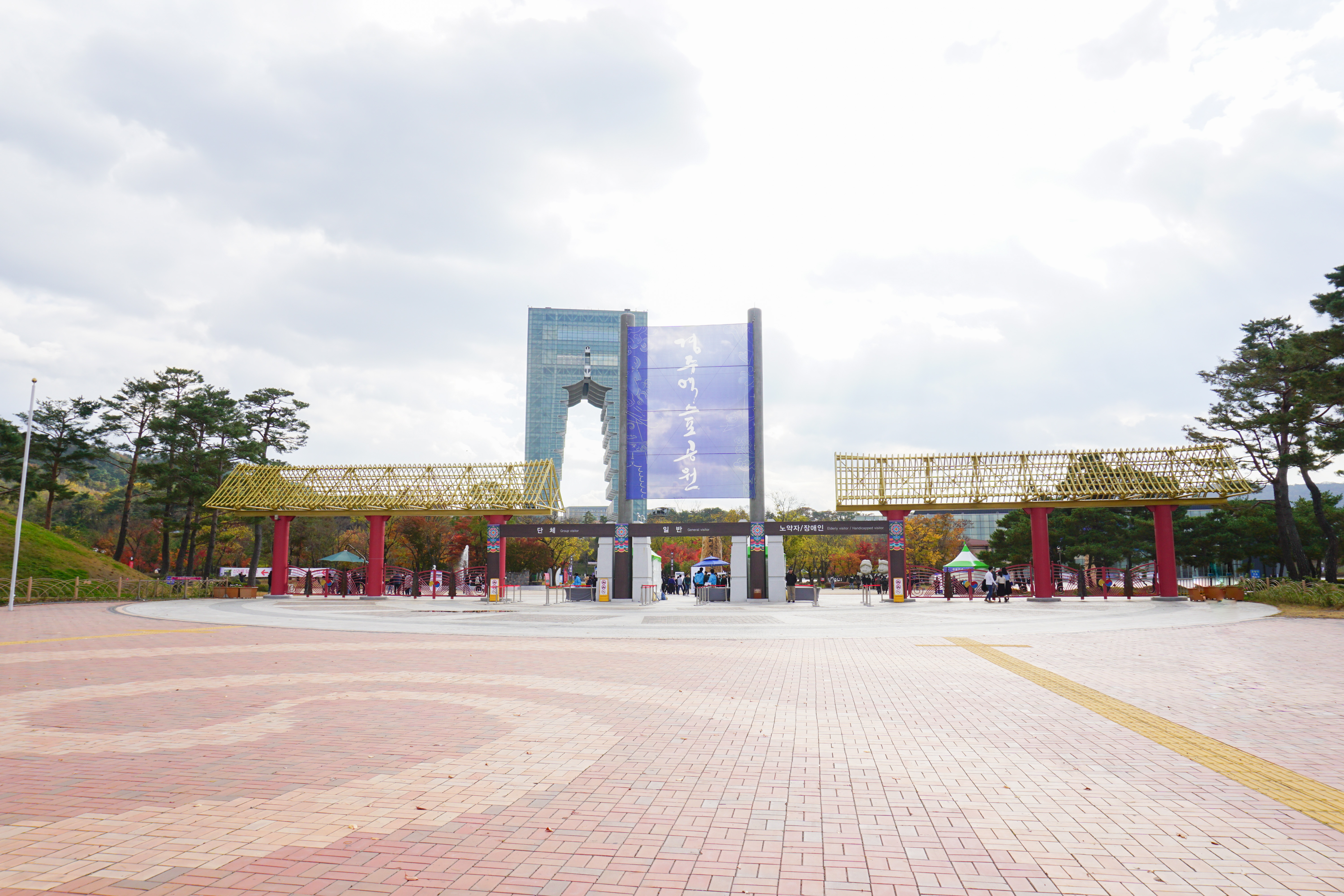
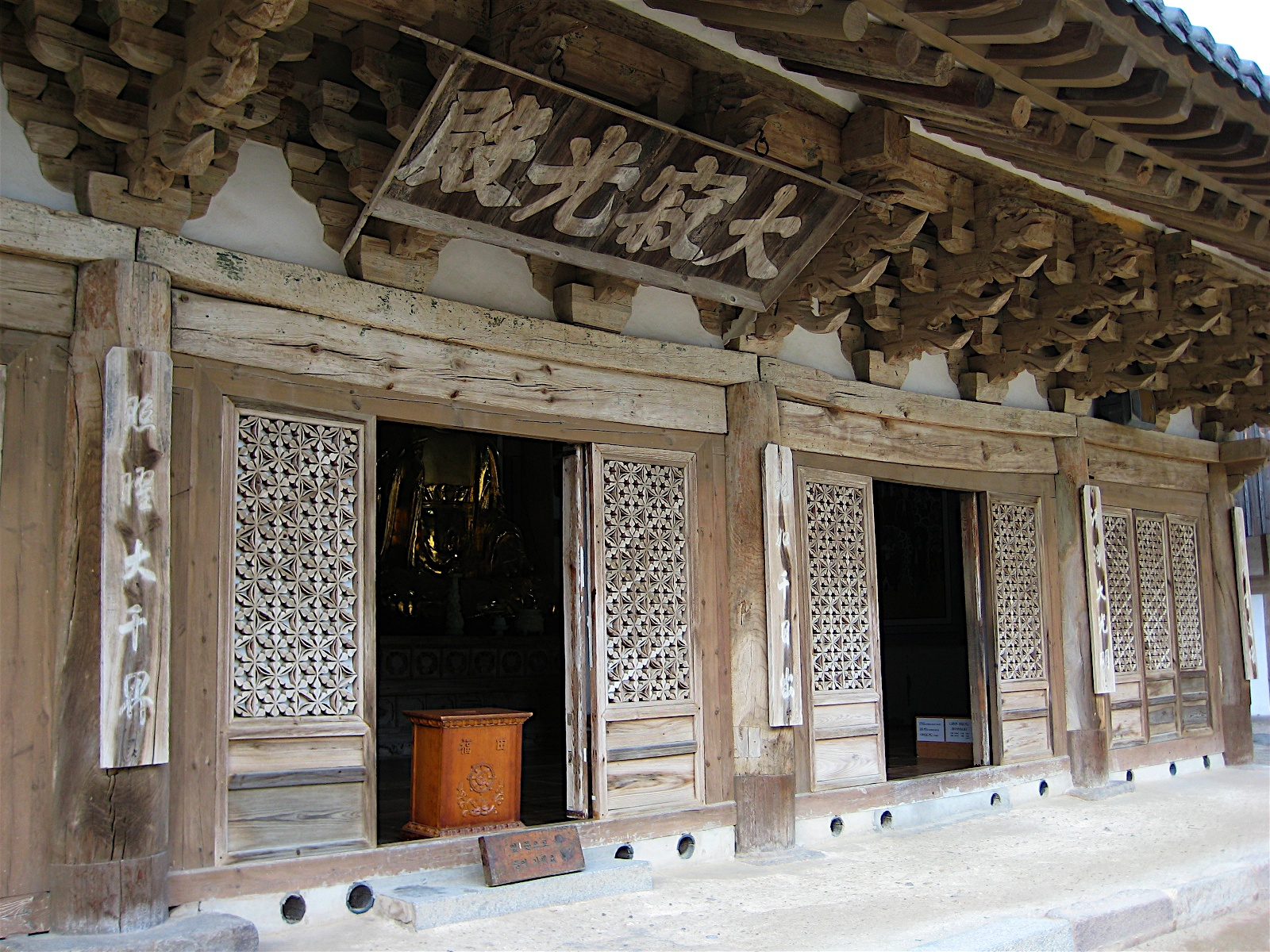
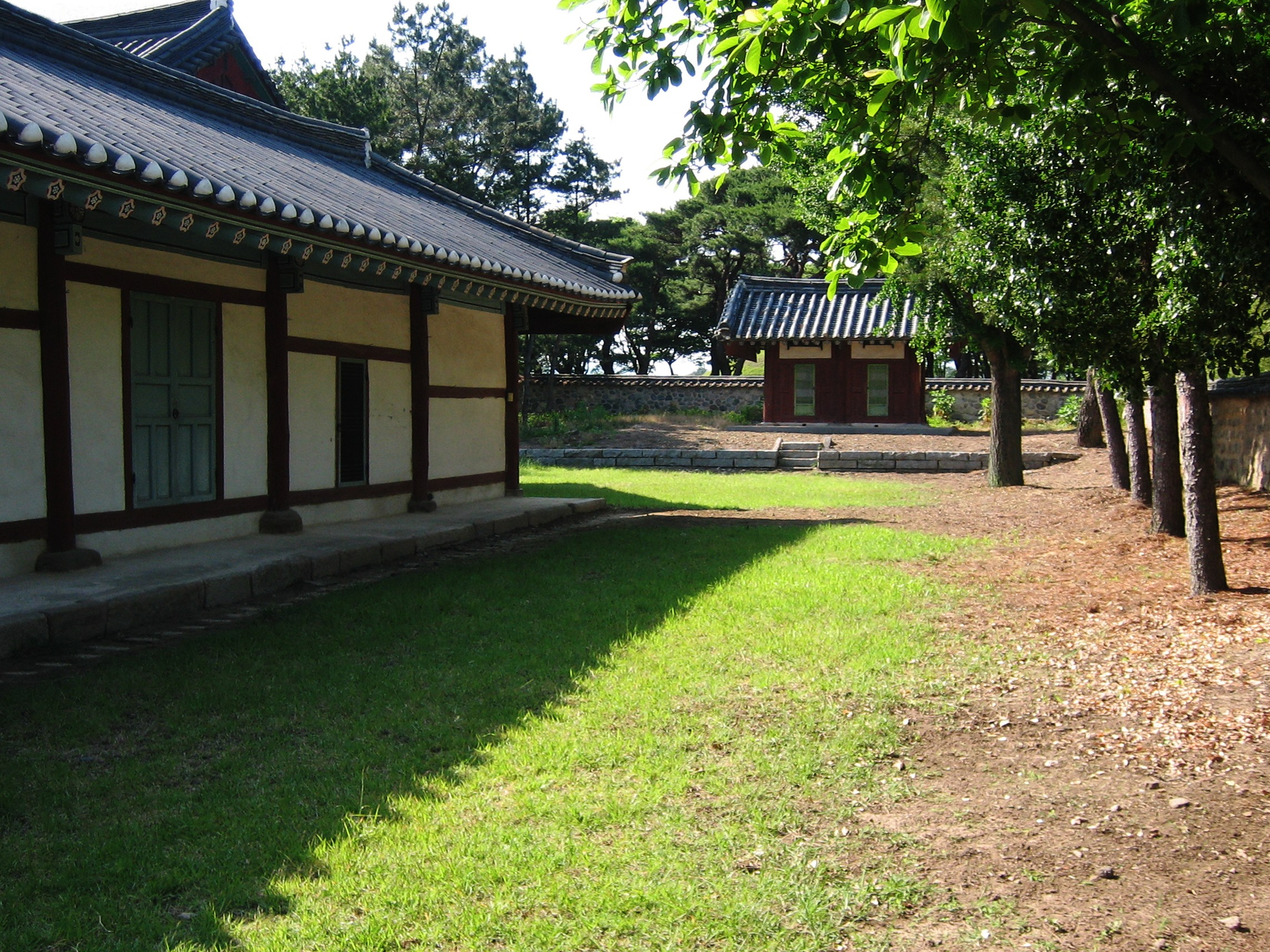
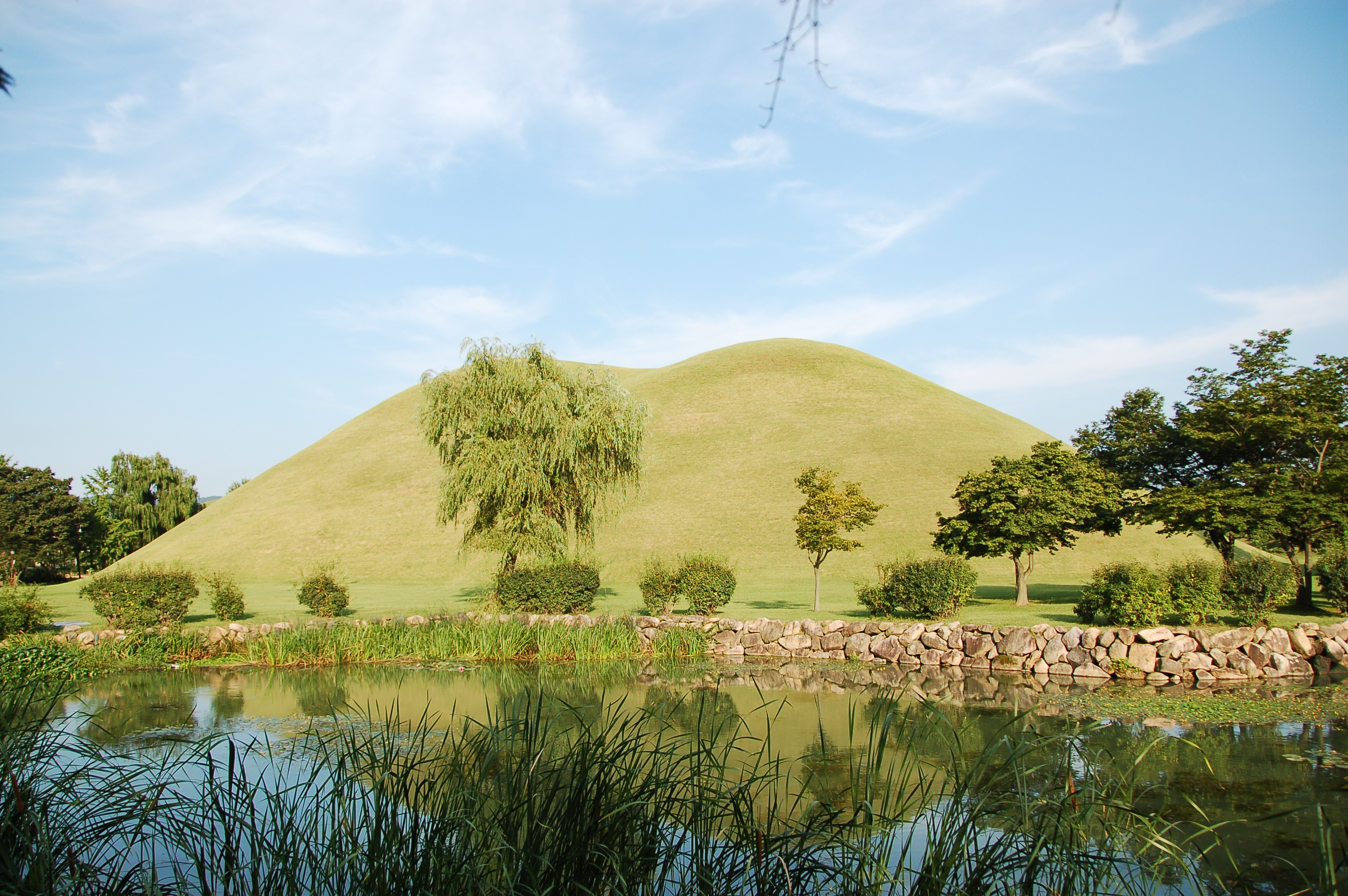
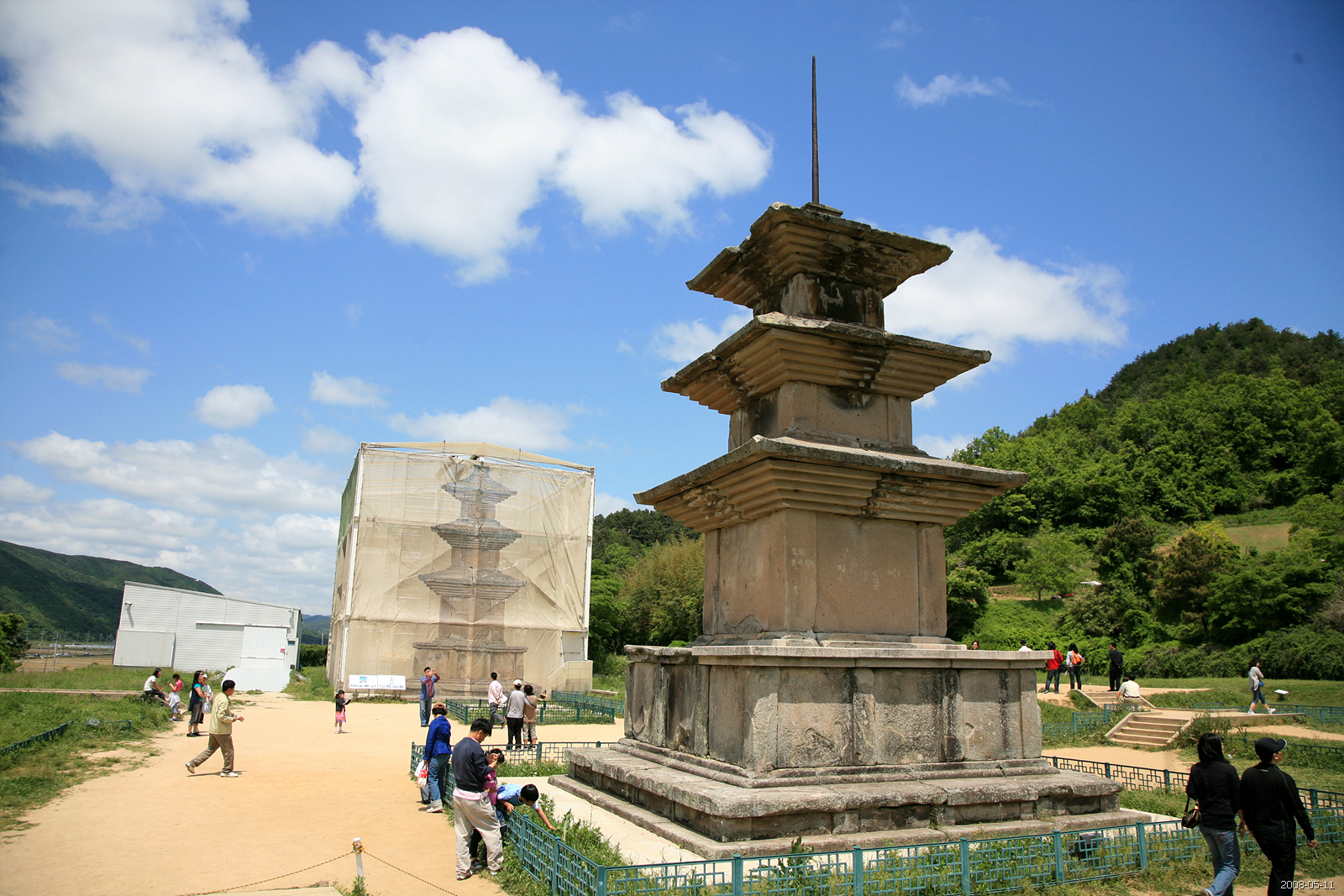
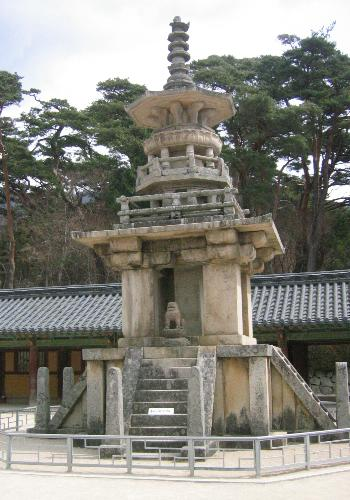
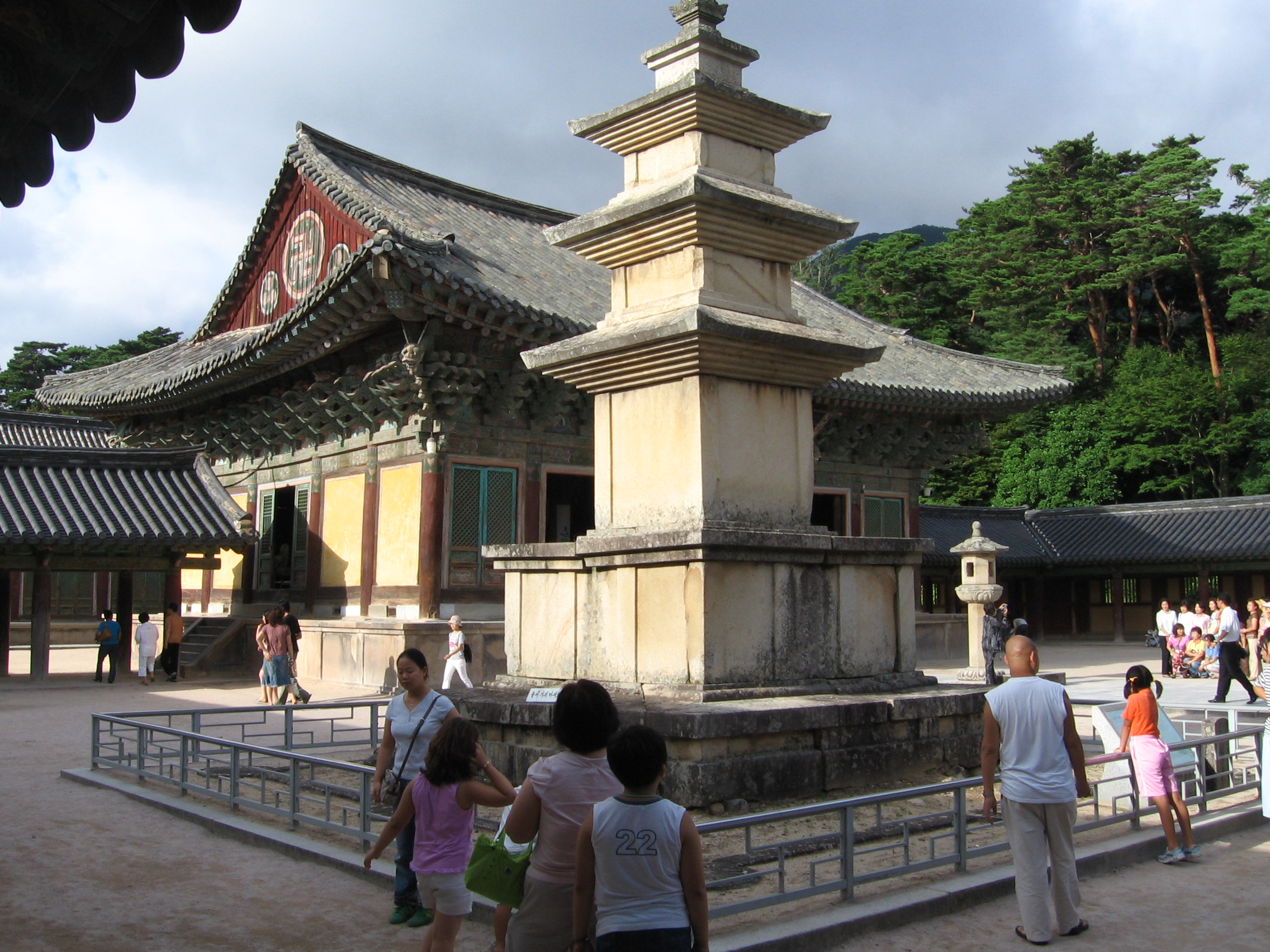
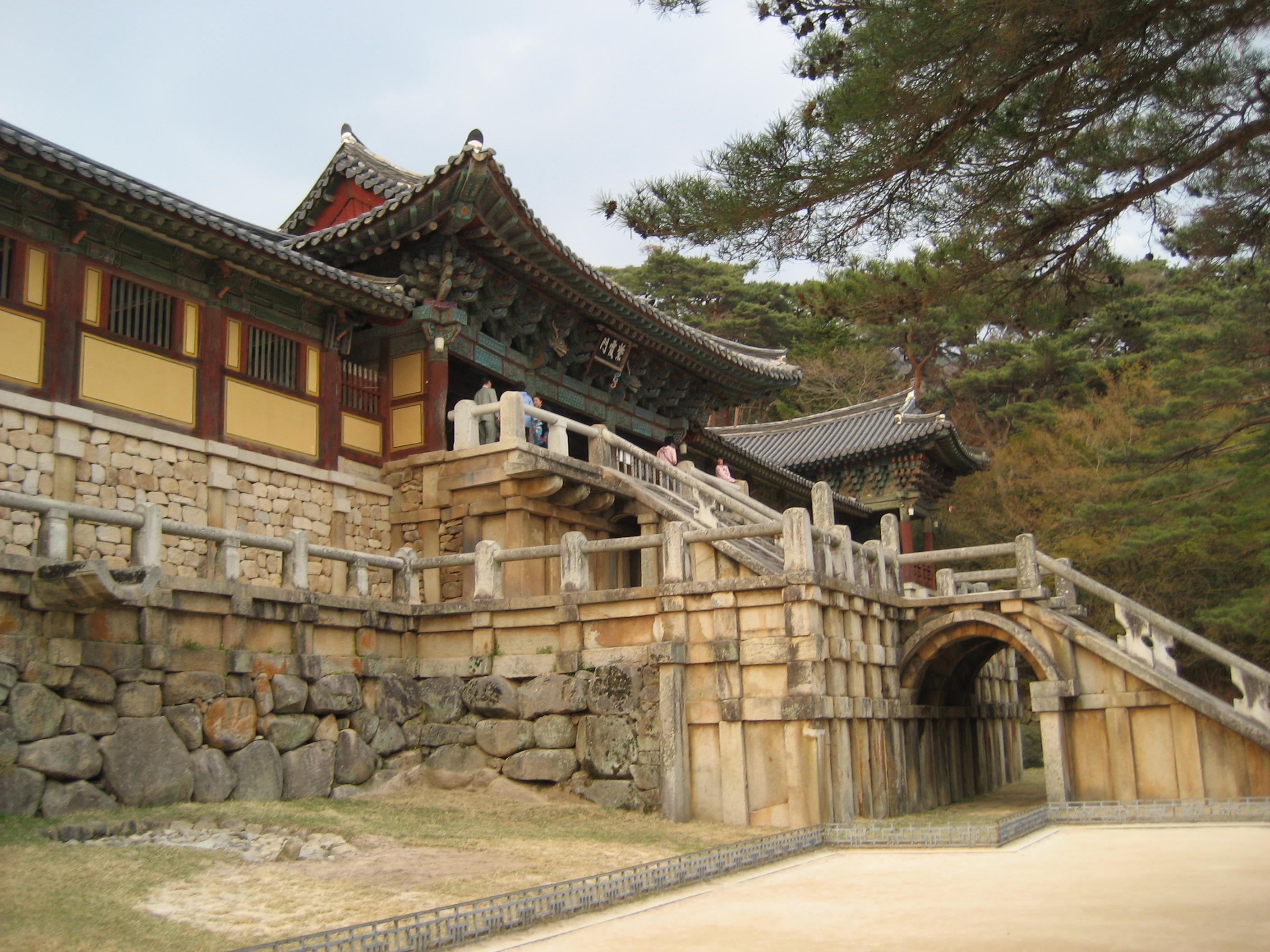

## موزه ملی گیونگجو
چهار موزه در گیونگجو وجود دارد که به شرح زیر است.
موزه تاریخ و علم سیلا - این یک موزه علمی و یکی از روستاهای صنایع دستی عامیانه است. (واقع در هادونگ) موزه صدای جعبه موسیقی گیونگجو - این یک موزه صدا در کنار منطقه استراحت گیونگجو آی سی است. (واقع در یولدونگ) موزه دانشگاه دونگوک - این یک موزه دانشگاهی در گیونگجو است. (واقع در Seokjang-dong)امکانات فرهنگی
مرکز فرهنگی سئورابیول، واقع در ساجئونگ-دونگ، تنها سالن اجرا برای اجراهای هنری در شهر است. با این حال، به دلیل کوچک بودن صحنه و تعداد بازدیدکنندگان، محدودیت‌هایی برای جذب اجراها و تعداد بازدیدکنندگان وجود دارد، بنابراین شهر گیونگجو در حال حاضر در حال ساخت یک مرکز فرهنگی و هنری جدید است. در نزدیکی مرکز فرهنگی گیونگجو، مرکز فرهنگی یادگیری مادام العمر قرار دارد که برای زنان سخنرانی و آموزش برگزار می‌کنند و با استقبال خوبی روبرو می‌شود.

## دین
گیونگجو منطقه ای است که آیین مقدس بودا و کنفسیوس به‌طور سنتی در آن قوی هستند.

## غذا
غذاهای گیونگجو به‌طور کلی شبیه به سایر مناطق استان گیونگسانگ است، تند و شور.
با این حال با توجه به منطقه و چندین تخصص محلی که در سراسر کشور شناخته شده‌اند طعم‌های متمایزی دارد.
معروف‌ترین آنها نان گیونگجو یا (نان هوانگنام) است، یک شیرینی با لوبیا قرمز که اولین بار در سال ۱۹۳۹ پخته شد و اکنون در کل کشور فروخته می‌شود.
مجموعه ای از حدود ده مخلفات کوچک، خورشت کشک، باقلا و سبزیجات برگ دار، مخلفات کوچک و چاشنی‌های مختلف سرو می‌شود.

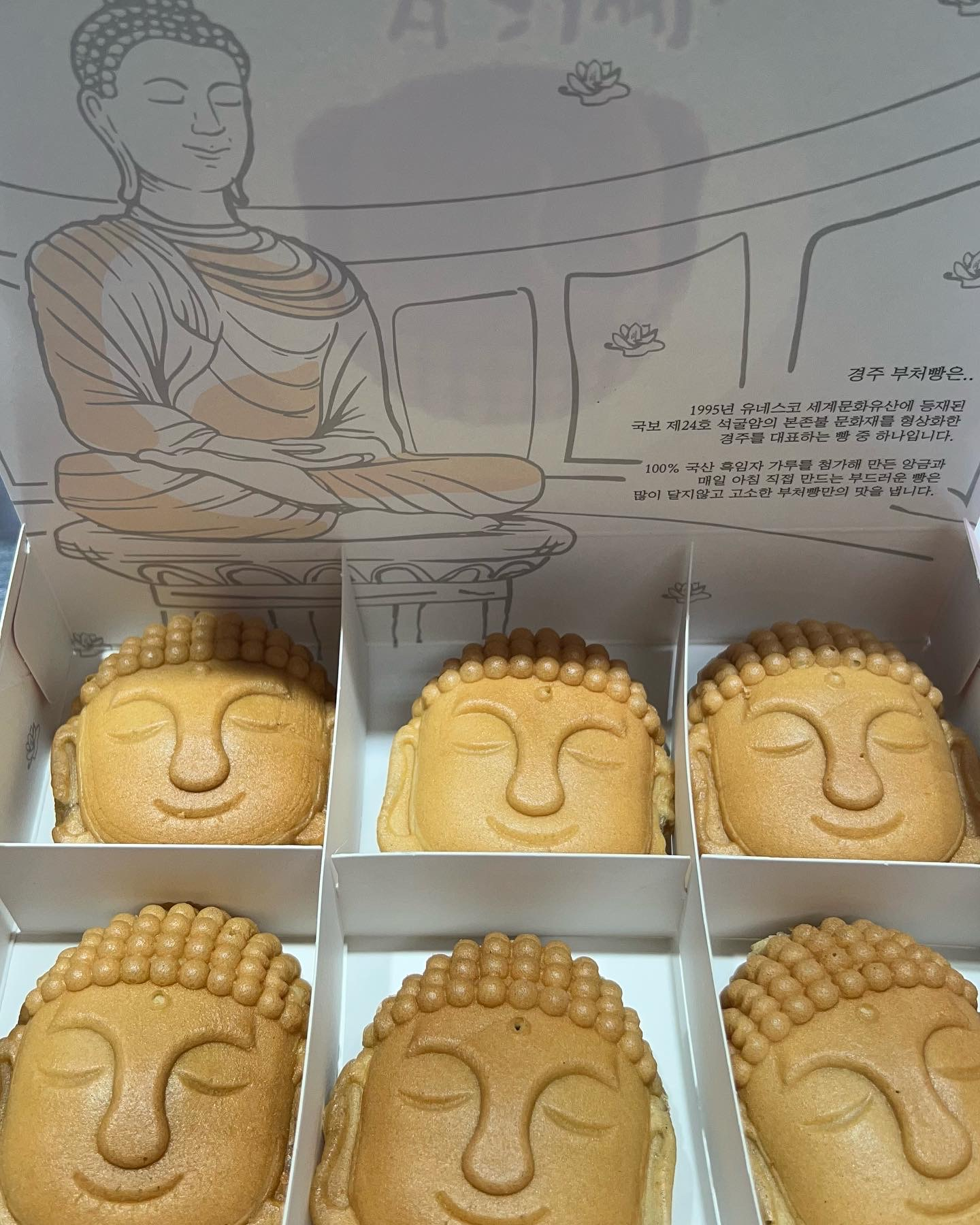
نان بودا یکی از نان‌های گیونگجو

## شهرهای خواهر خوانده
ایکسان ،کره جنوبی
نارا ،ژاپن
اوباما ،ژاپن
ورسای ،فرانسه
شیان ،چین
هو ،ویتنام
نیترا ،اسلواکی
اصفهان ،ایران